# ディヴィニャーノ
ディヴィニャーノ（伊: Divignano）は、イタリア共和国ピエモンテ州ノヴァーラ県にある、人口約1,400人の基礎自治体（コムーネ）。

## 地理

### 位置・広がり
| 隣接するコムーネは以下の通り。 - アグラーテ・コントゥルビア - ボルゴ・ティチーノ - マラーノ・ティチーノ - メッツォメリーコ - ポンビア - ヴァラッロ・ポンビア |